# Massimo Raffaeli
Massimo Raffaeli (Chiaravalle, 21 luglio 1957) è un filologo e critico letterario italiano.

## Biografia
Filologo e critico letterario, scrive di letteratura e di calcio, entrambe passioni della sua vita. Collabora con quotidiani fra cui il manifesto e La Stampa e con riviste e periodici quali Alias, Lo Straniero, Il caffè illustrato, Nuovi Argomenti, Tuttolibri. Ha curato l'opera di autori italiani (Carlo Betocchi, Alberto Savinio, Massimo Ferretti, Primo Levi) e ha tradotto dal francese Émile Zola, Louis-Ferdinand Céline, René Crevel, Jean Genet, Tony Duvert. La sua produzione, che comprende in buona parte lavori su Franco Fortini e Paolo Volponi, è raccolta in diversi volumi. Fa parte del comitato scientifico de L'ospite ingrato. Dal 2011 collabora con il programma di Rai Radio 3 "Wikiradio" per il quale racconta monografie di scrittori, letterati, artisti. Nel 2012 ha vinto il Premio Brancati per la saggistica con Bande à part.

## Opere
- El vive d'omo. Scritti su Franco Scataglini, Transeuropa, Massa 1999 (ISBN 978-88-7828-181-3).
- Celine e altri francesi, Pequod, Ancona 1999 (ISBN 978-88-87418-08-8).
- Appunti su Fortini. Con una lettera di Franco Fortini, L'Obliquo, Brescia 2000.
- Questa siepe. Scrittori nelle Marche, Il Lavoro Editoriale, Ancona 2000 (ISBN 978-88-7663-327-0).
- Novecento italiano, Sossella, Bologna 2001 (ISBN 978-88-87995-15-2).
- Il canto magnanimo. A colloquio con Umberto Piersanti, con Roberto Galaverni, Pequod, Ancona 2005 (ISBN 978-88-87418-91-0).
- L'angelo più malinconico. Storie di sport e letteratura, Affinità Elettive, Ancona 2005 (ISBN 978-88-7326-059-2).
- Don Chisciotte e le macchine. Scritti su Paolo Volponi, Pequod, Ancona 2007 (ISBN 978-88-6068-025-9).
- Compito d'italiano. Ricordi e letteratura, Affinità Elettive, Ancona 2007.
- Sivori, un vizio. E altri scritti di calcio, Pequod, Ancona 2010 (ISBN 978-88-96506-04-2).
- Bande à part, Gaffi, Roma 2011 (ISBN 978-88-6165-096-1).
- La poetica del catenaccio e altri scritti di calcio, Pequod, Ancona 2013 (ISBN 978-88-98505-20-3).
- I fascisti di sinistra, Aragno, Torino 2014 (ISBN 978-88-8419-671-2).
- Il pane della poesia. Epicedi (1994-2013), Cadmo, Fiesole (Firenze) 2015. (ISBN 978-88-7923-425-2).
- Di senso comune, Scritti per Alias (2010-2020), Affinità Elettive, Ancona, 2021 (ISBN 978-88-7326-551-1).
- Compagni di via e altri scritti di letteratura, Inschibboleth edizioni, 2023 (ISBN 978-88-5529-322-8).